# Йордан, Олаф
О́лаф Йо́рдан (нем. Olaf Jordan; 10 марта 1902, Дечин — 20 сентября 1968, приход святого Ларса в Линчёпинге, Эстергётланд) — немецкий и шведский художник-портретист. В период Второй мировой войны — военный художник. Был прикреплён к казачьей кавалерии СС.

## Биография
Родился в 1902 году в Судетах. Окончил Дрезденскую академию изящных искусств. В 1935 году поселился в Далмации, выставлял свои работы в Праге, Белграде, Берлине.
После присоединения Судет к нацистской Германии Йордан некоторое время служил в немецкой армии, в батальоне Landesschuetzen-Bataillon 255. 20 октября 1942 года, когда его талант живописца получил признание, он был назначен официальным военным художником. С 1943 года в этом качестве он сопровождал коллаборационистский 15-й казачий кавалерийский корпус СС вплоть до его выдачи советским властям в 1945 году.
Йордан пробыл в плену до 1947 года. Он смог воссоединиться с семьёй, но, как и все судетские немцы, утратил все свои владения и имущество. После этого художник перебрался в Швецию, где писал, как правило, портреты детей.

## Творчество
За годы сопровождения казачьего корпуса СС Йордан создал немало гуашевых портретов служащих в нём казаков, включая Ивана Кононова и Гельмута фон Паннвица. Некоторые из таких работ были сочтены американцами апологией нацистского режима и конфискованы. Сегодня они хранятся в США.